# 反アメリカ (曲)
「反アメリカ」（はんアメリカ、I'm So Bored with the USA）は、ザ・クラッシュのデビューアルバム『白い暴動』の収録曲。
最初はミック・ジョーンズが書いた「I'm So Bored With You （お前にはうんざりだ）」というタイトルのラブソングだった。キース・トッピング著の「ザ・コンプリート・クラッシュ」によると、曲はジョーンズのガールフレンドについてのもので、「否定」で触れている女性と同じとのことである。共作者のジョー・ストラマーとミック・ジョーンズの話によると、デーヴィス・ロード・スカッドでの最初のミーティングでジョーンズが演じてみせた際に、ストラマーが聞き間違えたという。海賊ライヴ版の『5ゴー・マッド・アット・ザ・ラウンドハウス』には最初の状態の曲が含まれている。しかし、1976年9月20日のカムデン・ラウンドハウスでのコンサートではすでにタイトルが変わっている。
ミッキー・フットをプロデューサーに迎えて行った2度目のデモ演奏の中で、歌詞はそのタイトルが示すとおり、アメリカへの批判を含むように変わっていった。米軍のドラッグ（特にヘロイン）問題、アメリカの独裁政権支持（これについては後の「ワシントンの銃弾」でさらに磨きがかかる）、サーフカルチャー、そしてテレビ番組について、ウォーターゲート事件、スタスキー&ハッチ、刑事コジャックの名を借りながら、逃れることのできないアメリカの影響力に対し、この曲自身の無力さをコーラスと共に語る。
曲のサビでストラマーは "I'm So Bored With U.S.A." と歌っているが、コーラスは "I'm So Bored With U." までしか歌っておらず、コーラスだけ聞けばこの曲は "I'm So Bored With You" のままである。
1978年まではバンドのセットリストの中心だったが、それ以降、アメリカでオープニングで使われる以外、演奏頻度は減っていった。